# Nemeritis
Nemeritis is een geslacht van insecten uit de orde vliesvleugeligen (Hymenoptera) en de familie Ichneumonidae.

## Soorten
- N. admirabilis Bauer, 1985
- N. aequalis Horstmann, 1973
- N. arianensis Smits van Burgst, 1913
- N. brevicauda Horstmann, 1975
- N. breviventris Horstmann, 1975
- N. canaliculata Horstmann, 1975
- N. caudata (Szepligeti, 1916)
- N. caudatula Thomson, 1887
- N. cingulata Horstmann, 1980
- N. colossea Horstmann, 1993
- N. detersa Dbar, 1984
- N. divida Dbar, 1985
- N. elegans (Szepligeti, 1901)
- N. fallax (Gravenhorst, 1829)
- N. flexicauda (Seyrig, 1928)
- N. graeca Horstmann, 1975
- N. lativentris Thomson, 1887
- N. lissonotoides Schmiedeknecht, 1909
- N. macrocentra (Gravenhorst, 1829)
- N. macrura (Viereck, 1925)
- N. major (Szepligeti, 1916)
- N. minor (Szepligeti, 1916)
- N. nactor (Aubert, 1986)
- N. obscuripes Horstmann, 1975
- N. obstructor (Aubert, 1979)
- N. pruni Horstmann, 2008
- N. pygmaea Horstmann, 1993
- N. quercicola Horstmann, 1980
- N. scaposa Horstmann, 1975
- N. sibinator Dbar, 1985
- N. siciliensis Horstmann, 1994
- N. silvicola Horstmann, 1973
- N. similis Horstmann, 1975
- N. specularis Horstmann, 1975
- N. stenura Thomson, 1887
- N. tuitor Aubert, 1986
- N. tunetana Horstmann, 1980